# Ministère de la Jeunesse, des Sports et de la Culture
Pour les articles homonymes, voir Ministère de la Jeunesse et des Sports.
Le Ministère de la Jeunesse, des Sports et de la Culture est le ministère sénégalais chargé des jeunes et de la politique sportive

## Mission et attribution
le Ministre des Sports prépare et met en œuvre, sous l’autorité de Monsieur le Premier Ministre, la politique définie par le Président de la République dans le domaine des sports. A ce titre, il est chargé de la promotion de l’éducation physique et il encourage la pratique populaire des sports. Il encourage l’émergence de sportifs de haut niveau. Il veille à la réalisation d’infrastructures sportives harmonieusement réparties sur le territoire national. Il s’assure de la participation des sportifs aux compétitions internationales dans les meilleures conditions possibles. Il met en place un programme social au profit des sportifs de haut niveau ne pouvant plus participer aux compétitions. Il veille au respect de l’interdiction des pratiques dopantes. Il est chargé des établissements spécialisés dans l’enseignement du sport et de la formation des enseignants d’éducation physique intervenant dans les établissements d’enseignement général. En relation avec les ministères chargés de l’Education et de l’Enseignement supérieur, il assure la promotion de la pratique sportive dans les établissements scolaires et universitaires. Il assure la tutelle des fédérations sportives.

## Les directions
Le Ministère de la Jeunesse, des Sports et de la Culture du Sénégal est est composé de six direction:
- La Direction de l’Administration générale et de l’Equipement (DAGE),
- La Direction des Activités physiques et sportives (DAPS),
- La Direction de la Formation et du développement sportif (DFDS),
- La Direction des Infrastructures sportives (DIS),
- La Direction des Loisirs sportifs (DLS),
- La Direction du Sport de haut Niveau (DSHN)[2].

## Les fédérations
Les fédérations sportives du Ministère de la Jeunesse, des Sports et de la Culture du Sénégal sont les suivantes: 
- Fédération sénégalaise de football
- Fédérations sénégalaise d’Activités subaquatiques,
- Fédération sénégalaise d’Athlétisme,
- Fédération sénégalaise d’Auto moto,
- Fédération sénégalaise de basket-ball
- Fédération sénégalaise de Canoe kayak,
- Fédération sénégalaise de cyclisme,
- Fédération sénégalaise Sports Equestres,
- Fédération sénégalaise de Golf,
- Fédération sénégalaise de handball,
- Fédération sénégalaise de Jeux de Dames,
- Fédération sénégalaise de karaté et disciplines Assimilées,
- Fédération sénégalaise de Kung Fu Wu Shu,
- Fédération sénégalaise des échecs,
- Fédération sénégalaise de natation et de sauvetage,
- Fédération sénégalaise de Pêche Sportive,
- Fédération sénégalaise de Régates,
- Fédération sénégalaise de Rugby,
- Fédération sénégalaise de Scrabble francophone,
- Fédération sénégalaise Sports Boules,
- Fédération sénégalaise des Sports Travaillises,
- Fédération sénégalaise de Taekwondo,
- Fédération sénégalaise de Tennis,
- Fédération sénégalaise de Tirs et Chasse,
- Fédération sénégalaise de Volley-ball,
- Fédération sénégalaise de Voile,
- Fédération sénégalaise d’Escrime,
- Fédération Sénégalaise des Sports travaillistes.